# دار السلام (الدقهلية)
قرية دار السلام هي إحدى القرى التابعة لمركز المنزلة في محافظة الدقهلية في جمهورية مصر العربية. حسب إحصاءات سنة 2006، بلغ إجمالي السكان في دار السلام 586 نسمة، منهم 295 رجل و291 امرأة.